# Kateřina Průšová
Kateřina Průšová (* 1. prosince 1983 Liberec, Československo) je česká modelka, která se v roce 2002 stala Miss České republiky.
Předtím, než se zúčastnila Miss České republiky, vybojovala na Miss Blond 2001 třetí místo. V únoru 2002 zvítězila v severočeském semifinále a postoupila do hlavní soutěže Miss České republiky. Poté 6. dubna 2002 v hlavní soutěži zvítězila.
Kateřina je jednou z nejvýraznějších Miss v historii a věnuje se modelingu, moderování a pořádá vlastní soutěž pro malé talentované dívky ve věku 6–10 let pod názvem Sluníčko roku.
Kateřina Průšová je rozvedená. Od 14. června 2008 do roku 2010 byl jejím manželem podnikatel Vladimír Konvalinka.